# ProAlt
ProAlt je levicová občanská iniciativa, která se věnuje hledání alternativ k převládajícímu politickému, sociálnímu a ekonomickému diskursu v České republice po parlamentních volbách 2010, z nichž se zformovala tzv. vláda rozpočtové odpovědnosti.
Iniciativa zahrnuje členy z širokého názorového spektra od krajní levice přes sociální demokraty po sociálně cítící křesťany, zelené, sociální liberály a feministky[zdroj?]. Členy iniciativy jsou mimo jiné filozof Václav Bělohradský nebo sociolog Jan Keller.

## Ideové zařazení

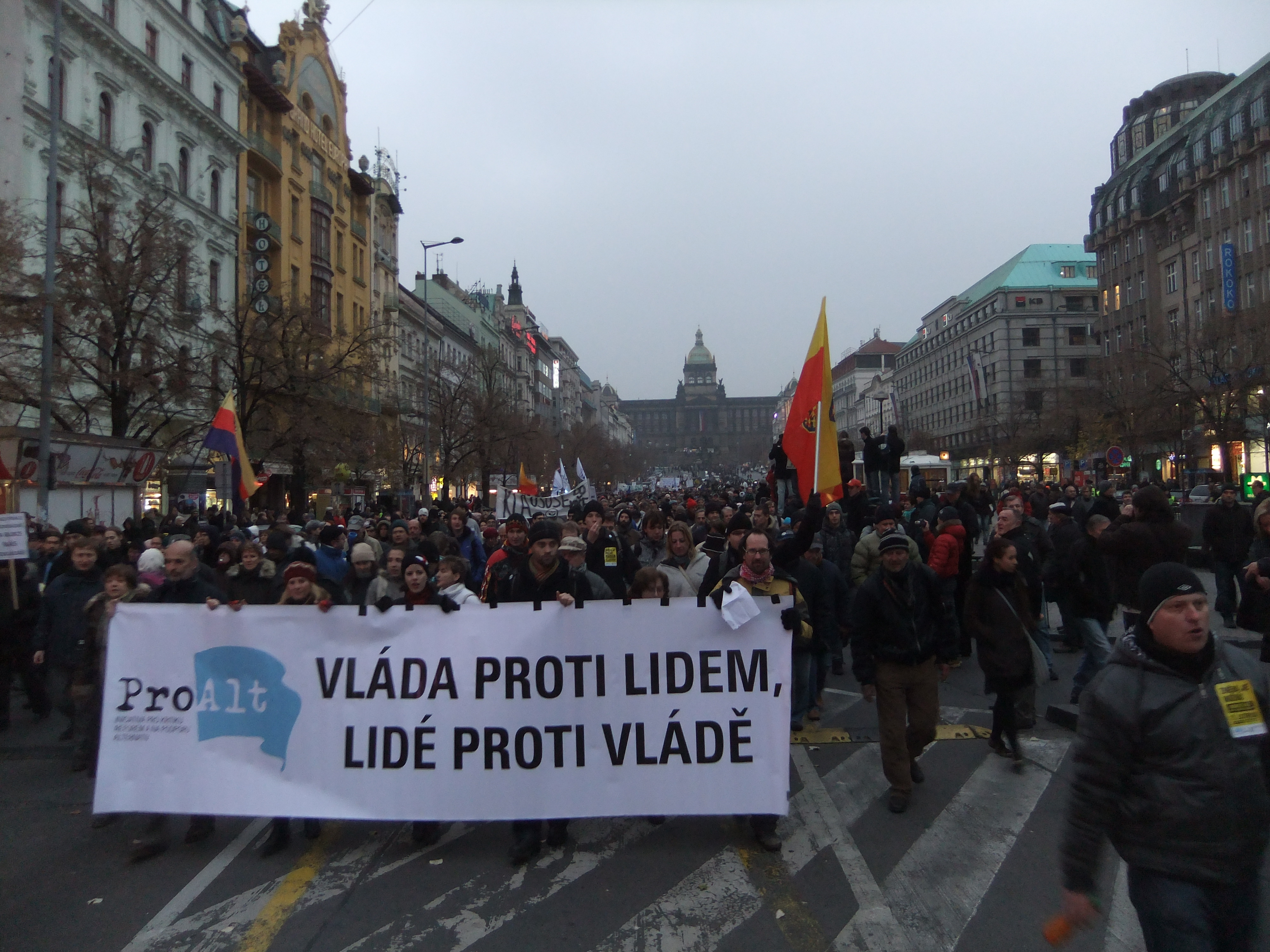
Iniciativa ProAlt v čele protivládní demonstrace, kterou zorganizovala, 17. listopadu 2011 na Václavském náměstí

Podle popisu na stránkách iniciativy ProAlt v národním i mezinárodním měřítku hájí sociální spravedlnost, souměřitelnost ekonomického postavení společenských vrstev a skupin, ekologickou udržitelnost, solidaritu života na planetě a demokracii jako praktickou možnost každého občana ovlivňovat svůj život i věci veřejné. Odmítá nárůst sociálních a ekonomických nerovností, ekologickou bezohlednost, privatizaci veřejného prostoru, statků a služeb a elitismus.
Podle člena iniciativy Ondřeje Slačálka se „v iniciativě ProAlt setkali lidé různých názorů, levice všech možných odstínů, ale i lidé, kteří se k levici nehlásí, např. z prostředí ekologických či lidskoprávních nevládek či zklamaní voliči Zelených. Pod ustavujícím prohlášením ProAltu nalezneme podpisy liberálů, křesťanů, sociálních demokratů i anarchistů a trockistů. V iniciativě se setkali někteří aktivisté Ne základnám s některými aktivisty Člověka v tísni a také těch, kteří se dosud politicky nijak nevymezovali.“

## Mluvčí iniciativy
Iniciativu ProAlt navenek zastupují čtyři mluvčí:
- Ondřej Lánský
- Tereza Stöckelová, socioložka Sociologického ústavu AV ČR,[5]
- Martin Škabraha
- Jiří Šteg

Dříve byli mluvčími také Ivan Odilo Štampach a Pavel Čižinský.

## Pracovní skupiny
V rámci iniciativy pracují pracovní skupiny, které vyhledávají možnosti alternativních řešení současné krize a současné politické situace. Ty jsou složené z odborníků v jednotlivých oblastech: rodinná a důchodová, ekologická, sociální a pracovně-právní, zdravotní, výzkum, vysoké školy a kultura, zahraniční politika, rozpočtová, krizově-intervenční a informačně-protestní.

## Odezva
Představitelé některých významných politických stran s iniciativou sympatizují. Předseda KSČM Vojtěch Filip prohlásil, že v obecné rovině s ní souhlasí a sdílí řadu jejich názorů, místopředseda ČSSD Roman Onderka iniciativu vítá a považuje ji za potřebnou. V září 2010 jí vyjádřilo podporu antroposofické Klíčové hnutí vedené Táňou Fischerovou.
Odborník na extremismus a pravicově orientovaný politolog Miroslav Mareš se vyjádřil, že vidí občanské hnutí ProAlt jako stojící na spojnici mezi umírněnou a extremistickou levicí, což podle jeho názoru dokládá účast Ondřeje Slačálka a Jana Májíčka.